# Виноградов, Владимир Михайлович
Влади́мир Миха́йлович Виногра́дов (2 августа 1921, Винница — 21 июня 1997, Москва) — советский дипломат, государственный деятель. Чрезвычайный и полномочный посол.

## Образование
Окончил Московский химико-технологический институт им. Д. И. Менделеева в 1944 году и Всесоюзную академию внешней торговли в 1948 году.

## Биография
- В 1939—1943 годах находился на действительной военной службе в РККА.
- В 1948—1950 годах — начальник отдела Торгового представительства СССР в Великобритании.
- В 1950—1952 годах — заместитель торгового представителя СССР в Великобритании.
- В 1952—1956 годах — заместитель начальника Управления торговли с западными странами Министерства внешней торговли СССР.
- В 1956—1962 годах — начальник Управления торговли с западными странами Министерства внешней торговли СССР.
- С 16 июля 1962 по 3 апреля 1967 года — чрезвычайный и полномочный посол СССР в Японии.
- В 1967—1970 годах — заместитель министра иностранных дел СССР.
- С 9 октября 1970 по 4 апреля 1974 года — чрезвычайный и полномочный посол СССР в Объединённой Арабской Республике — Египте.
- В 1974—1977 годах — посол по особым поручениям МИД СССР.
- С 29 января 1977 по 2 июня 1982 года — чрезвычайный и полномочный посол СССР в Иране.
- С 28 мая 1982 по 15 июня 1990 года — министр иностранных дел РСФСР[1]. С 15 июня 1990 года после сложения российским правительством своих полномочий перед Верховным Советом РСФСР нового состава Виноградов в течение месяца исполнял обязанности министра[2][3] (Был заменён на этом посту Козыревым А. В.).
- В 1982—1987 годах — член коллегии МИД СССР.
- В 1987—1988 годах — председатель правления общества дружбы «СССР—АРЕ».
- В 1988—1992 годах — первый заместитель председателя центрального правления общества «СССР—Финляндия».
- С 1990 года — на преподавательской работе в МГИМО.
- С 1992 года — председатель Комитета общественных организаций по содействию ближневосточному урегулированию.

Был первым председателем Совета Ассоциации дипломатических работников.
Похоронен на Ваганьковском кладбище в Москве.
Член ВКП(б) с 1942 года. С 9 апреля 1971 по 24 февраля 1976 года — кандидат в члены ЦК КПСС.

## Дипломатический ранг
- Чрезвычайный и полномочный посол

## Награды
- орден Ленина (31 декабря 1966);
- орден Октябрьской Революции (31 июля 1981);
- 2 ордена Трудового Красного Знамени (1958; …);
- 2 ордена Дружбы народов (1974; 27 декабря 1977);
- медали[какие?].

## Сочинения
- Виноградов В. М. Дипломатия: люди и события. Из записок посла. — М.: РОССПЭН, 1998. — 496 с.; тираж 2000 экз.; серия «Дипломатические мемуары»; ISBN 5-86004-163-2.[5]
- Виноградов В. М. Египет: от Насера к Октябрьской войне. Из архива посла. — М.: Институт востоковедения РАН, 2012. — 216 с.; тираж 300 экз; ISBN 978-5-89282-523-8
- Виноградов В. М. Наш Ближний Восток. Записки советского посла в Египте и Иране. — М.: Издательский дом Алгоритм, 2016. — 400 с.; тираж 1500 экз.; серия "Мемуары под грифом «секретно» ISBN 978-5-906817-76-1

## Использованная литература
- Кто есть кто в России и в ближнем зарубежье: Справочник. — М: Издательский дом «Новое время», «Всё для Вас», 1993. ISBN 5-86564-033-X